# 国鉄・JR線路名称一覧
国鉄・JR線路名称一覧（こくてつ・JRせんろめいしょういちらん）は、日本の国有鉄道及びJRに所属する、あるいは所属していた鉄道路線名称の一覧である。
国有鉄道の線路名称は、1909年（明治42年）10月12日に公布された国有鉄道線路名称（明治42年鉄道院告示第54号）によって制定されたものである。この際に鉄道院に所属する鉄道路線は23部72路線に区分され、以降、必要に応じて改正が行われ、現行のJR各社の線路名称（JR線路名称公告）にまで引き継がれている。

## 新幹線の名称
新幹線についてはその建設経緯等から路線によって以下のように対応が分かれている。なお、下記の各新幹線（山形・秋田新幹線を除く）は「日本国有鉄道の事業等の引継ぎ並びに権利及び義務の承継等に関する基本計画」（JR事業基本計画）に基づく国土交通省への提出書類および国土交通省鉄道局監修『鉄道要覧』では、別路線として記載されている
- 東海道・山陽新幹線 … 両新幹線の開業当時は、対応する在来線（東海道本線・山陽本線・鹿児島本線）の複線増扱い[5]であり、前述の線名および区間の記載はなかった[6][7]が、1982年（昭和57年）11月[要検証 – ノート]以降は、前述各線の支線扱いとなり、区間が記載された[8][9][注釈 2]。1987年（昭和62年）4月以降のJR線路名称公告では、両新幹線はそれぞれJR東海東海道本線、JR西日本東海道本線・山陽本線の支線、JR西日本鹿児島本線[注釈 3]として記載[注釈 4]。なお、営業キロはそれぞれの区間が対応する在来線と同じ営業キロを採用した[10][11][注釈 5]。
- 東北新幹線 … 東海道・山陽新幹線同様開業当時は、在来線（東北本線）の複線増扱い[5]であり、線名および区間の記載はなかった[6][7]が、1982年（昭和57年）11月[要検証 – ノート]以降は、東北本線の支線扱いとなり区間が記載され[17][18]、JR線路名称公告でもその扱いが引き継がれた[注釈 6]。ただし、営業キロの扱いが同じ路線の中で異なり、盛岡以南は対応する東北本線の営業キロを採用しているのに対し、盛岡以北は実キロを採用している[19][20]。
- 上越新幹線 … 開業当時から対応する在来線（高崎線・上越線・信越本線）の支線扱いとなり、JR線路名称公告でもその扱いが引き継がれた[注釈 7]。営業キロは各区間が対応する在来線のものを採用した[23][24]。
- 山形新幹線 … 在来線（奥羽本線）を改軌する新在直通運転方式を採用したため、在来線区間（奥羽本線福島 - 新庄間）が新幹線の定義に当てはまらず、JR線路名称公告には記載されていない[注釈 8]。
- 秋田新幹線 … 山形新幹線同様在来線区間（田沢湖線盛岡 - 大曲間、奥羽本線大曲 - 秋田間）が新幹線の定義に当てはまらないため、JR線路名称公告には記載されていない[注釈 9]。
- 北陸新幹線 … JR線路名称公告では、JR東日本およびJR西日本とも「北陸新幹線」という独立した線路として記載[注釈 10]。営業キロも全区間を実キロとしている[23][24]。
- 九州新幹線 … JR線路名称公告では、鹿児島本線の博多 - 新八代間および川内 - 鹿児島中央間に「九州新幹線を含む」と記載、営業キロは対応する在来線の営業キロを採用[27][28]。並行在来線の分離された新八代 - 川内間は「九州新幹線」という独立した線路として記載、営業キロも実キロを採用している[27][28]。
- 北海道新幹線 … JR北海道から線路名称が公表されていない[注釈 11]。
- 西九州新幹線 … JR九州から線路名称が公表されていない。なお、営業キロは武雄温泉 - 諫早間は実キロ、諫早 - 長崎間は、長崎本線の営業キロを採用している[29][30]。

## 部門別線路名称一覧
本節では、国有鉄道線路名称およびJR線路名称公告に準拠した本線を中核とする鉄道路線群の現存および廃止された部門名称（総称）と各部門内の線路名称を、それぞれ線路名称およびJR名称公告、または『時刻表』の「線名索引」に記載されている順序で記述する。各線路のうち、支線が付随する線路については、本線には区間を〔〕で、支線は旅客支線のみで「区間（所属：通称名）」を、JR化以降で所属会社が分かれた線路は所属の次に〔〕で区間をそれぞれ記載する。なお、前述以外の線路の区間については、それぞれのリンク先の記事を参照。
記号の凡例
線路名の前
無印 ： 1909年（明治42年）10月13日から1987年（昭和62年）3月31日までに開業した線路
* ： 線路名称制定当時から制定された線路
JR ： 1987年（昭和62年）4月1日以降に開業した線路
線路名の後
無印 ： 1981年（昭和56年）4月の幹線・地方交通線制定前に部門の移動または編入、線路名の改称および廃止などされた線路
幹 ： 幹線
地 ： 地方交通線
83 ： 赤字83線の取組みによる廃止線路
1, 2-1, 2-2, 3-1, 3-2, 3-3 ： 第1 - 3次廃止対象の「特定地方交通線」となって廃止された線路
所属
無印 ： 1987年（昭和62年）3月31日までの日本国有鉄道（国鉄）などで所属した線路
北 ： 北海道旅客鉄道（JR北海道）所属線路
東 ： 東日本旅客鉄道（JR東日本）所属線路
海 ： 東海旅客鉄道（JR東海）所属線路
西 ： 西日本旅客鉄道（JR西日本）所属線路
四 ： 四国旅客鉄道（JR四国）所属線路
九 ： 九州旅客鉄道（JR九州）所属線路
貨 ： 日本貨物鉄道（JR貨物）所属線路
（以下線路名称一覧の出典…）

### 東海道線の部
（本節の出典…）
線路名称制定23部門の一つで、日本の主要な大都市（東京、横浜、名古屋、京都、大阪、神戸）を貫通する鉄道幹線である東海道本線を中核線路として、以下多数の系統線路を有している。
- *東海道本線〔東京 - 神戸〕（幹：東〔東京 - 熱海〕・海〔熱海 - 米原〕・西〔米原 - 神戸〕・貨〔吹田貨物ターミナル - 大阪貨物ターミナル〕[注釈 13]）
  - 品川 - 新川崎 - 新鶴見（東：品鶴線）… 1929年（昭和4年）8月21日新規開業により制定。
  - 東京 - 新横浜 - 岐阜羽島 - 新神戸（海：東海道新幹線〔東京 - 新大阪〕・西：山陽新幹線〔新大阪 - 新神戸〕）… 1982年（昭和57年）11月15日に制定。
  - 大垣 - 美濃赤坂（海：美濃赤坂線）…  1919年（大正8年）8月1日新規開業により制定。
  - 大垣 - 新垂井[注釈 14] - 関ケ原（海：新垂井線）… 1944年（昭和19年）10月11日新規開業により制定。
- 山手線（幹：東）… 1972年（昭和47年）7月15日東北線の部から移動。
- 赤羽線（幹：東）… 上記と同日に区間表示等の変更により山手線から分離制定。
- 南武線〔川崎 - 立川〕（幹：東）… 1944年（昭和19年）4月1日南武鉄道買収により制定。
  - 尻手 - 浜川崎（東：浜川崎支線）… 上記と同時に制定。
- 鶴見線〔鶴見 - 扇町〕（幹：東）… 1943年（昭和18年）7月1日鶴見臨港鉄道買収により制定。
  - 浅野 - 海芝浦（東：海芝浦支線）… 上記と同時に制定。
  - 武蔵白石 - 大川（東：大川支線）… 上記と同時に制定。
- 武蔵野線（幹：東）… 1973年（昭和48年）4月1日新規開業により制定。
- 横浜線（幹：東）… 1910年（明治43年）4月1日横浜鉄道借入により制定。1917年（大正6年）10月1日買収。
- 根岸線（幹：東）… 1964年（昭和39年）5月19日新規開業及び東海道本線支線の編入により制定。
- *横須賀線（幹：東）
- 相模線〔茅ヶ崎 - 橋本〕（幹：東）… 1944年（昭和19年）6月1日相模鉄道（一部）買収により制定。
  - 寒川 - 西寒川（寒川支線）… 上記と同時に制定。1984年（昭和59年）3月31日廃止。
- 熱海線 … 1920年（大正9年）10月21日新規開業により制定。1934年（昭和9年）12月1日東海道本線に編入。
- 御殿場線（幹：海）… 1934年（昭和9年）12月1日東海道本線から分離し制定。
- 伊東線（幹：東）… 1935年（昭和10年）3月30日新規開業により制定。
- 身延線（地：海）… 1938年（昭和13年）10月1日富士身延鉄道借入により制定。1941年（昭和16年）5月1日買収。
- 清水港線（1）… 1944年（昭和19年）12月1日東海道本線貨物支線を旅客扱開始にともない制定。1984年（昭和59年）4月1日廃止。
- 二俣線（2-1）… 1940年（昭和15年）6月1日二俣東線から改称。1987年（昭和62年）3月15日廃止（天竜浜名湖鉄道に転換）。
  - 二俣東線 … 1936年（昭和11年）12月1日二俣線を改称。1940年（昭和15年）6月1日二俣線に改称。
  - 二俣線 … 1935年（昭和10年）4月17日新規開業により制定。1936年（昭和11年）12月1日二俣東線に改称。
- 二俣西線 … 1936年（昭和11年）12月1日新規開業により制定。1940年（昭和15年）6月1日二俣線に編入。
- 飯田線〔豊橋 - 辰野〕（地：海）… 1943年（昭和18年）8月1日豊川鉄道、鳳来寺鉄道、三信鉄道、伊那電気鉄道買収により制定。
  - 豊川 - 北東門（西豊川支線）… 上記と同時に制定。1956年（昭和31年）9月15日廃止[注釈 15]。
- 岡多線（3-1：海）… 1970年（昭和45年）10月1日新規開業により制定。1988年（昭和63年）1月31日廃止（愛知環状鉄道に転換）。
- *武豊線（地：海）
- 高山線 … 1920年（大正9年）11月1日新規開業により制定。1934年（昭和9年）10月25日高山本線に改称および高山線の部に移動[49]。
- 越美南線 … 1923年（大正12年）10月5日新規開業により制定。上記の高山線と同時に高山線の部に移動[49]。
- 樽見線（1）… 1956年（昭和31年）3月20日新規開業により制定。1984年（昭和59年）10月6日廃止（樽見鉄道に転換）。
- *大津線 … 元より東海道本線の支線に相当する路線であったが線路名称制定とともに大津線として独立。1913年（大正2年）3月1日東海道本線支線に編入。1969年（昭和44年）11月1日支線としても廃止。
- 湖西線（幹：西）… 1974年（昭和49年）7月20日新規開業により制定。
- *京都線 … 1912年（明治45年）3月1日山陰本線に編入[50][51]。
- 大阪環状線（幹：西）… 1961年（昭和36年）4月25日西成線（一部）、城東線（関西線の部）及び新線の統合により制定。
  - *西成線 … 上記の大阪環状線および下記の桜島線に分割。
- 桜島線（幹：西）… 上記の西成線（一部）の分割により制定。
- 福知山線〔尼崎 - 福知山〕（幹：西）… 1912年（明治45年）3月1日阪鶴線の分割により制定[50][51]。
  - 塚口 - 尼崎港（尼崎港線）… 上記と同日に制定。1984年（昭和59年）2月1日廃止。
- 有馬線 … 1922年（大正11年）9月2日有馬軽便線から改称。1943年（昭和18年）7月1日休止（事実上廃止）。
  - 有馬軽便線 … 1915年（大正4年）4月16日有馬鉄道借入により制定。1919年（大正8年）3月31日買収。1922年（大正11年）9月2日有馬線に改称。
- 篠山線（83）… 1944年（昭和19年）3月21日新規開業により制定。1972年（昭和47年）3月1日廃止。

### 北陸線の部
（本節の出典…）
線路名称制定23部門の一つで、東海道本線米原より分岐して、琵琶湖東岸を北に沿い、北陸地方（福井、石川、富山）を結ぶ北陸本線が中核線路で、以下の系統線路を有している。
- *北陸本線（幹：西）
- JR北陸新幹線（幹：西〔上越妙高 - 黒部宇奈月温泉 - 金沢 - 敦賀〕）… 2015年（平成27年）3月14日延伸開業によりJR西日本の線路名称公告に制定。
- 柳ヶ瀬線 … 1957年（昭和32年）10月1日北陸本線から分離。1964年（昭和39年）5月11日廃止。
- 小浜線（地：西）… 1917年（大正6年）12月15日新規開業により制定。
- 越美北線（地：西）… 1960年（昭和35年）12月15日新規開業により制定。
- 三国線（83）… 1911年（明治44年）12月15日新規開業により制定。1944年（昭和19年）10月11日休止。1946年（昭和21年）8月15日再開。1972年（昭和47年）3月1日廃止。
- *七尾線（地：西）… 1991年（平成3年）9月1日一部区間をのと鉄道に転換（当該区間は、のと鉄道が第二種鉄道事業者、JR西日本が第三種鉄道事業者[55][56][注釈 16]）。
- 能登線（3-1：西）… 1959年（昭和34年）6月15日新規開業により制定。1988年（昭和63年）3月25日廃止（のと鉄道に転換）。
- 城端線（地：西）… 1942年（昭和17年）8月1日中越線から改称。
  - 中越線　…　1920年（大正9年）9月1日中越鉄道買収により制定。1942年（昭和17年）8月1日城端線に改称。
- 氷見線（地：西）… 1922年（大正11年）9月2日氷見軽便線を改称。
  - 氷見軽便線 … 1920年（大正9年）9月1日中越鉄道買収により制定。1922年（大正11年）9月2日氷見線に改称。
- 新湊線（幹：貨）… 1922年（大正11年）9月2日新湊軽便線を改称。
  - 新湊軽便線 … 1920年（大正9年）9月1日中越鉄道買収により制定。1922年（大正11年）9月2日新湊線に改称。
- 飛越線 … 1927年（昭和2年）9月1日新規開業により制定。1934年（昭和9年）10月25日高山本線に編入。
- 富山港線（地：西）… 1943年（昭和18年）6月1日富山地方鉄道（富岩線）買収により制定。2006年（平成14年）3月1日廃止（富山ライトレールに転換）。
- 大糸北線 … 1934年（昭和9年）11月14日新規開業により制定。1957年（昭和32年）8月15日大糸線に編入。

### 高山線の部
（本節の出典…）
1934年（昭和9年）10月25日に創設された部門。系統線路は1986年（昭和61年）までに廃止されたため、それ以降は当部門の所属線路は高山本線のみである。
- 高山本線（地：海〔岐阜 - 高山 - 猪谷〕・西〔猪谷 - 富山〕）… 1934年（昭和9年）10月25日高山線を東海道線の部から、飛越線を北陸線の部からそれぞれ分離して両線を統合および改称[49]。
- 越美南線（2-1）… 高山本線と同時に東海道線の部から分離[49]。1986年（昭和61年）12月11日廃止（長良川鉄道に転換）。
- 神岡線（1）… 1966年（昭和41年）10月6日新規開業により制定。1984年（昭和59年）10月1日廃止（神岡鉄道に転換）。

### 中央東線の部
（線路名称制定時の出典…）
線路名称制定23部門の一つであるが、1911年（明治44年）5月1日当部門廃止。
- *中央東線 … 1911年（明治44年）5月1日宮ノ越 - 木曽福島間の延伸開業に伴い、篠ノ井線を分離、一部を中央本線に統合[57][58]。

### 中央西線の部
（線路名称制定時の出典…）
線路名称制定23部門の一つであるが、1911年（明治44年）5月1日当部門廃止。
- *中央西線 … 1911年（明治44年）5月1日宮ノ越 - 木曽福島間の延伸開業に伴い中央本線に統合[57][58]。

### 中央線の部
（本節の出典…）
1911年（明治44年）5月1日の宮ノ越 - 木曽福島間の延伸開業に伴い、中央東線の部および中央西線の部廃止により創設された部門。東海道本線の起点である東京から山間部を経由して名古屋までを結ぶ中央本線が中核線路で、以下の系統線路を有している。
- 中央本線〔東京 - みどり湖 - 塩尻 - 名古屋〕（幹：東〔神田 - 代々木・新宿 - みどり湖 - 塩尻〕[注釈 17]・海〔塩尻 - 名古屋〕[注釈 18]）… 1911年（明治44年）5月1日中央東線（一部）と中央西線を統合して制定。1983年（昭和58年）7月5日岡谷 - みどり湖 - 塩尻間新規開業により、経路をみどり湖経由に改め。
  - 岡谷 - 辰野 - 塩尻（東：辰野支線）… 上記の区間の新規開業により、当区間を支線として分離。
- 青梅線（幹：東）… 1944年（昭和19年）4月1日青梅電気鉄道買収により制定。
- 五日市線（幹：東）… 1944年（昭和19年）4月1日南武鉄道買収により制定。
- 八高線（地：東）… 1934年（昭和9年）10月6日八高北線（東北線の部）を編入し八高南線から改称。
  - 八高南線 … 1931年（昭和6年）12月20日新規開業により制定。1934年（昭和9年）10月6日八高北線（東北線の部）を編入し八高線に改称。
- 小海線（地：東）… 1935年（昭和10年）11月29日小海北線（信越線の部）を編入し小海南線から改称。
  - 小海南線 … 1933年（昭和8年）7月27日新規開業により制定。1935年（昭和10年）11月29日小海北線（信越線の部）を編入し小海線に改称。
- 篠ノ井線（幹：東）… 1911年（明治44年）5月1日中央東線の一部を分離制定。
- 大糸線（地：東〔松本 - 南小谷〕・西〔南小谷 - 糸魚川〕）… 1957年（昭和32年）8月15日大糸北線（北陸線の部）を編入し大糸南線から改称。
  - 大糸南線 … 1929年（昭和4年）9月25日新規開業により制定。1957年（昭和32年）8月15日大糸北線（北陸線の部）を編入し大糸線に改称。
- 明知線（1）… 1933年（昭和8年）5月24日新規開業により制定。1985年（昭和60年）11月16日廃止（明知鉄道に転換）。
- 太多線（地：海） … 1926年（大正15年）9月25日東濃鉄道買収により制定。

### 阪鶴線の部
（線路名称制定時の出典…）
線路名称制定23部門の一つであるが、1912年（明治45年）3月1日当部門廃止。
- *阪鶴線 … 1912年（明治45年）3月1日福知山線（東海道線の部）、山陰本線、舞鶴線（山陰線の部）に分割[50][51]。

### 山陽線の部
（本節の出典…）
線路名称制定23部門の一つで、東海道本線の終点である神戸から、山陽地方（岡山、広島、山口瀬戸内沿岸）に沿い、下関より海峡を渡って門司までを結ぶ山陽本線が中核線路で、以下の系統線路を有している。
- *山陽本線〔神戸 - 門司〕（幹：西〔神戸 - 下関〕・九〔下関 - 門司〕）
  - 新神戸 - 新岩国 - 小倉（西：山陽新幹線）… 1982年（昭和57年）11月15日に制定。
  - *兵庫 - 和田岬 （西：和田岬線）
- 加古川線（地：西）… 1943年（昭和18年）6月1日播丹鉄道買収により制定。
- 高砂線（1）… 1943年（昭和18年）6月1日播丹鉄道買収により制定。1984年（昭和59年）12月1日廃止。
- 三木線（1）… 1943年（昭和18年）6月1日播丹鉄道買収により制定。1985年（昭和60年）4月1日廃止（三木鉄道に転換）。
- 北条線（1）… 1943年（昭和18年）6月1日播丹鉄道買収により制定。1985年（昭和60年）4月1日廃止（北条鉄道に転換）。
- 鍛冶屋線（3-3：西）… 1943年（昭和18年）6月1日播丹鉄道買収により制定。1990年（平成2年）4月1日廃止。
- *播但線（地：西）
- 姫新線（地：西）… 1936年（昭和11年）10月10日作備線を編入し姫津線を改称。
  - 姫津線 … 1936年（昭和11年）4月8日姫津西線を編入し姫津東線を改称。
  - 姫津東線 … 1934年（昭和9年）11月28日姫津線を改称。
  - 姫津線　…　1930年（昭和5年）9月1日新規開業により制定。
- 赤穂線（地：西）… 1951年（昭和26年）12月12日新規開業により制定。
- 津山線（地：西）… 1944年（昭和19年）6月1日中国鉄道買収により制定。
- 吉備線（地：西）… 1944年（昭和19年）6月1日中国鉄道買収により制定。
- 宇野線（幹：西）… 1910年（明治43年）6月12日新規開業により制定。
- JR本四備讃線（幹：西〔茶屋町 - 児島〕・四〔児島 - 宇多津〕）… 1988年（昭和63年）3月20日新規開業によりJR西日本およびJR四国の線路名称公告に制定。
- 作備線 … 1930年（昭和5年）12月11日作備西線を編入し作備東線を改称。1936年（昭和11年）10月10日姫新線に編入。
  - 作備東線 … 1929年（昭和4年）4月14日作備線を改称。1930年（昭和5年）12月11日作備線に改称。
  - 作備線 … 1923年（大正12年）8月21日新規開業により制定。1929年（昭和4年）4月14日作備東線に改称。
- 因美南線 … 1928年（昭和3年）3月15日新規開業により制定。1932年（昭和7年）7月1日因美線に編入。
- 伯備線（幹：西） … 1928年（昭和3年）10月25日伯備北線（山陰線の部）を編入し伯備南線を改称。
  - 伯備南線 … 1925年（大正14年）2月17日新規開業により制定。1928年（昭和3年）10月25日伯備線に改称。
- 作備西線 … 1929年（昭和４年）4月14日新規開業により制定。1930年（昭和5年）12月11日作備線に編入。
- 芸備線（地：西）… 1937年（昭和12年）7月1日芸備鉄道買収線を編入し三神線を改称。
  - 三神線 … 1930年（昭和5年）2月10日新規開業により制定。1937年7月1日芸備線に改称。
- 三江南線 … 1955年（昭和30年）3月31日新規開業により制定。1975年8月31日三江線に編入。
- 福塩線（地：西）… 1938年（昭和13年）7月28日福塩北線を編入し福塩南線を改称。
  - 福塩南線 … 1933年（昭和8年）11月15日福塩線を改称。1938年（昭和13年）7月28日福塩線に改称。
  - 福塩線 … 1933年（昭和8年）9月1日両備鉄道買収により制定。
- 呉線（幹：西）
  - 三呉線 … 1930年（昭和5年）3月19日新規開業により制定。1935年（昭和10年）11月24日呉線（初代）を編入し呉線（2代）に改称。
  - *呉線
- 宇品線 … 1937年（昭和12年）7月1日山陽本線から分離し制定。1972年（昭和47年）4月1日廃止。
  - *宇品線（初代）… 1919年（大正8年）8月1日山陽本線に編入。
- 庄原線　… 1933年（昭和8年）6月1日芸備鉄道買収により制定。1936年（昭和11年）10月10日三神線に編入。
- 福塩北線 … 1933年（昭和8年）11月15日新規開業により制定。1938年（昭和13年）7月28日福塩線に編入。
- 可部線（地：西）… 1936年（昭和11年）9月1日広浜鉄道買収により制定。
- 岩徳線（地：西）… 1944年（昭和19年）10月11日山陽本線から分離。
  - 岩徳東線 … 1932年（昭和7年）5月29日岩徳線（初代）を改称。1934年（昭和9年）12月1日山陽本線に編入。
  - 岩徳線 … 1929年（昭和4年）4月5日新規開業により制定。1932年（昭和7年）5月29日岩徳東線に改称。
  - 岩徳西線 … 1932年（昭和7年）5月29日新規開業により制定。1934年（昭和9年）12月1日山陽本線に編入。
- 柳井線 … 1934年1（昭和9年）2月1日山陽本線から分離。1944年（昭和19年）10月11日山陽本線に編入。
- 岩日線（2-1：西）… 1960年（昭和35年）11月1日新規開業により制定。1987年（昭和62年）7月25日廃止（錦川鉄道に転換）。
- 山口線（地：西）… 1913年（大正2年）2月20日新規開業により制定。
- 宇部線（幹：西）… 1948年（昭和23年）2月1日宇部東線を改称。
  - 宇部東線　…　1943年（昭和18年）5月1日宇部鉄道買収により制定。1948年（昭和23年）2月1日宇部線に改称。
- 小野田線〔居能 - 小野田〕（地：西）… 1948年（昭和23年）5月1日宇部西線を改称。
  - 雀田 - 長門本山（西：本山支線）… 上記と同じ。
  - 宇部西線 … 1943年（昭和18年）5月1日宇部鉄道買収により制定。1948年（昭和23年）2月1日小野田線に改称。
  - 小野田線 … 1943年（昭和18年）5月1日小野田鉄道買収により制定。1947年（昭和22年）10月1日宇部西線に編入。
- 美祢線〔厚狭 - 長門市〕（幹：西）… 1963年（昭和38年）10月1日美禰線を改称。
  - *南大嶺 - 大嶺（西：大嶺支線）… 1997年（平成9年）4月1日廃止。
  - 美禰線 … 1924年（大正13年）3月23日美禰線（初代）を編入し大嶺線を改称。1963年10月1日美祢線に改称。
  - *大嶺線 … 1924年（大正13年）3月19日美禰線に改称。
- 美禰線 … 1922年（大正11年）9月2日美禰軽便線を改称。1924年（大正13年）3月23日美禰線（2代）に編入。
  - 美禰軽便線 … 1920年（大正9年）6月1日美祢軽便鉄道買収により制定。同年9月2日美禰線に改称。
- 小串線 … 1925年（大正14年）6月1日長州鉄道買収により制定。1933年（昭和8年）2月24日山陰本線に編入。

### 山陰線の部
（本節の出典…）
線路名称制定23部門の一つで、東海道本線京都より分岐、山陰地方（鳥取、島根、山口日本海沿岸）に沿って、山陽本線幡生までを結ぶ山陰本線が中核線路で、以下の系統線路を有している。
- *山陰本線〔京都 - 松江 - 幡生〕（幹：西）… 1912年（明治45年）3月1日京都線・阪鶴線を編入[50][51]。
  - 長門市 - 仙崎（西：仙崎支線）… 1930年（昭和5年）5月15日新規開業により制定。
- 舞鶴線（地：西）… 1912年（明治45年）3月1日阪鶴線から分離[50][51]。
- 宮津線（3-3：西）… 1924年（大正13年）4月12日新規開業により制定[74]。1990年（平成2年）4月1日廃止（北近畿タンゴ鉄道に転換）。
  - 峰豊線 … 1929年（昭和4年）12月15日新規開業により制定[75]。1932年（昭和7年）8月10日宮津線に編入[76]。
- 因美線（地：西）… 1932年（昭和7年）7月1日因美南線を編入して因美北線から改称。
  - 因美北線 … 1928年（昭和3年）3月15日因美線から改称。1932年（昭和7年）7月1日因美線に改称。
  - 因美線 … 1922年（大正11年）9月2日因美軽便線から改称。1928年（昭和3年）3月15日因美北線に改称。
  - 因美軽便線 … 1919年（大正8年）12月20日新規開業により制定。1922年（大正11年）9月2日因美線に改称。
- 若桜線（1：西）… 1930年（昭和5年）1月20日新規開業により制定。1987年（昭和62年）10月14日廃止（若桜鉄道に転換）。
- 姫津西線 … 1934年（昭和9年）11月28日新規開業により制定。1936年（昭和11年）4月8日姫津線（山陽線の部）に編入。
- 倉吉線（1）… 1922年（大正11年）9月2日倉吉軽便線から改称。1985年（昭和60年）4月1日廃止。
  - 倉吉軽便線　…　1912年（明治45年）6月1日新規開業により制定。1922年（大正11年）9月2日倉吉線に改称。
- 伯備北線　…　1919年（大正8年）8月10日新規開業により制定。1928年（昭和3年）10月25日伯備線（山陽線の部）に編入。
- *境線（地：西）
- 木次線（地：西） … 1932年（昭和7年）12月18日新規開業により制定。
- 大社線（3-3：西）… 1912年（明治45年）6月1日新規開業により制定。1990年（平成2年）4月1日廃止。
- 三江線（地：西）… 1975年（昭和50年）8月31日三江南線（山陽線の部）を編入し、三江北線から改称。2018年（平成30年）4月1日廃止。
  - 三江北線 … 1955年（昭和30年）3月31日三江線から改称。1975年（昭和50年）8月31日三江線に改称。
  - 三江線 … 1930年（昭和5年）4月20日新規開業により制定。1955年（昭和30年）3月31日三江北線に改称。

### 関西線の部
（本節の出典…）
線路名称制定23部門の一つで、東海道本線名古屋から、伊勢湾に沿い、亀山から鈴鹿山脈を越えて奈良を経て、大阪市内のJR難波（旧・湊町）までを結ぶ関西本線が中核線路で、以下の系統線路を有している。
- *関西本線（幹：海〔名古屋 - 亀山〕・西〔亀山 - 奈良 - JR難波〕・貨〔四日市 - 塩浜・平野 - 百済貨物ターミナル〕）
- 伊勢線（2-1）… 1973年（昭和48年）9月1日新規開業により制定。1987年（昭和62年）3月27日廃止（伊勢鉄道に転換）。
- *参宮線 … 1959年（昭和34年）7月15日一部を紀勢本線に編入し、紀勢線の部に移動。
- 名松線 … 1929年（昭和4年）8月25日新規開業により制定。1959年（昭和34年）7月15日紀勢線の部に移動。
- 紀勢東線 … 1923年（大正12年）3月20日新規開業により制定。1959年（昭和34年）7月15日紀勢本線（紀勢線の部）に編入。
- 紀勢中線 … 1934年（昭和9年）7月1日新宮鉄道買収により制定。1940年（昭和15年）8月8日紀勢西線に編入。
- *草津線（幹：西）
- 信楽線（1：西）… 1933年（昭和8年）5月8日新規開業により制定。1987年（昭和62年）7月13日廃止（信楽高原鐵道に転換）。
- *奈良線（幹：西）
- *桜ノ宮線 … 1913年（大正2年）11月15日片町線に編入。
- *桜井線（地：西）
- *片町線（幹：西）
- 紀勢西線 … 1924年（大正13年）2月28日新規開業により制定。1959年（昭和34年）7月15日紀勢本線（紀勢線の部）に編入。
- *城東線 … 1961年（昭和36年）4月25日大阪環状線（東海道線の部）に編入。
- *和歌山線（地）… 1987年（昭和62年）4月1日紀勢線の部へ移動。
- 阪和線〔天王寺 - 和歌山〕（幹：西）… 1944年（昭和19年）5月1日南海鉄道山手線買収により制定。
  - 鳳 - 東羽衣（西：羽衣線）… 上記と同日に制定。

### 紀勢線の部
（本節の出典…）
1959年（昭和34年）7月15日に創設された部門。関西本線亀山から紀伊半島東南部から西部沿岸に沿い、和歌山市までを結ぶ紀勢本線が中核線路で、以下の系統線路を有している。
- 紀勢本線（幹：海〔亀山 - 新宮〕・西〔新宮 - 和歌山市〕）… 1959年（昭和34年）7月15日参宮線の一部、紀勢東線、紀勢西線を統合し制定。
- 名松線（地：海）… 1959年（昭和34年）7月15日関西線の部から移動。
- 参宮線（地：海） … 1959年（昭和34年）7月15日関西線の部から移動。
- 和歌山線（地：西）… 1987年（昭和62年）4月1日関西線の部から移動。

### 東北線の部
（本節の出典…）
線路名称制定23部門の一つで、東京から北関東の宇都宮を経て、東北地方太平洋側（福島、宮城、岩手）の主要都市を結ぶ東北本線を中核線路として、東海道線同様以下多数の系統線路を有している。
- *東北本線〔東京 - 田端 - 仙台 - 盛岡〕（幹：東）
  - 日暮里 - 尾久 - 赤羽（東：宇都宮線[注釈 19]）… 1926年（大正15年）10月10日新規開業により制定。
  - 東京 - 白石蔵王 - 古川 - 盛岡 - 新青森（東：東北新幹線）… 1982年（昭和57年）11月15日に制定。
  - 赤羽 - 武蔵浦和 - 大宮（東：埼京線[注釈 20]）… 1985年（昭和60年）9月30日新規開業により制定。
  - 岩切 - 利府（東：利府線）… 1962年（昭和37年）4月20日松島（旧）- 品井沼間廃止により制定。
  - JR松島 - 高城町（東：仙石線・東北本線接続線）… 2015年（平成27年）5月30日JR東日本の線路名称公告に制定。
- *山手線〔赤羽 - 新宿 - 品川〕… 1972年（昭和47年）7月15日池袋 - 赤羽間を赤羽線に分割、東海道線の部へ移動。
  - 池袋 - 田端（豊島線）… 上記の年月日に山手線の区間を〔品川 - 新宿 - 田端〕に変更および東海道線の部へ移動。
- *常磐線（幹：東）
- *隅田川線 … 1911年（明治44年）5月5日常磐線に編入。
- 水郡線〔水戸 - 安積永盛〕（地：東）… 1934年（昭和9年）12月4日水郡北線を編入し水郡南線を改称。
  - 上菅谷 - 常陸太田（東：常陸太田支線）… 上記に同じ。
  - 水郡南線 … 1929年（昭和4年）5月10日水郡線を改称。1934年12月4日水郡線に改称。
  - 水郡線 … 1927年（昭和2年）12月1日水戸鉄道買収線を編入し大郡線を改称。1929年（昭和4年）5月10日水郡南線に改称。
  - 大郡線 … 1922年（大正11年）12月10日新規開業により制定。1927年（昭和2年）12月1日水郡線に改称。
- 平郡東線 … 1915年（大正4年）7月10日新規開業により制定。1917年（大正6年）10月10日磐越東線（磐越線の部）に改称[82]。
- 川越線（幹：東）… 1940年（昭和15年）7月22日新規開業により制定。
- *高崎線〔大宮 - 宮原 - 高崎〕（幹：東）
  - 大宮 - 高崎（東：上越新幹線）… 1982年（昭和57年）11月15日新規開業により制定。
- 八高北線 … 1931年（昭和6年）7月1日新規開業により制定。1934年（昭和9年）10月6日八高線（中央線の部）に編入。
- 上越線〔高崎 - 水上 - 宮内〕（幹：東）… 1931年（昭和6年）9月1日上越北線（信越線の部）を編入し上越南線を改称。
  - 高崎 - 上毛高原 - 長岡（東：上越新幹線）… 1982年（昭和57年）11月15日新規開業により制定。
  - JR越後湯沢 - ガーラ湯沢（東：上越線支線[注釈 21]）… 1990年（平成2年）12月20日新規開業によりJR東日本の線路名称公告に制定。
  - 上越南線 … 1921年（大正10年）7月1日新規開業により制定。1931年9月1日上越線に改称。
- 吾妻線（地：東） … 1971年（昭和46年）3月7日長野原線を改称。
  - 長野原線 … 1945年1月2日（昭和20年）新規開業により制定。1971年（昭和46年）3月7日吾妻線に改称。
- 只見線 … 1942年（昭和17年）11月1日新規開業により制定。1971年（昭和46年）8月29日只見線（磐越線の部）に編入。
- 十日町線 … 1931年9月1日（昭和6年）信越線の部から移動。1944年（昭和19年）6月1日飯山線（信越線の部）に編入。
- *両毛線（幹：東）
- 足尾線（2-1：東）… 1913年（大正2年）10月13日足尾鉄道借入により制定。1989年（平成元年）3月29日廃止（わたらせ渓谷鐵道に転換）。
- *水戸線（幹：東）
- 真岡線（2-1：東）… 1922年（大正11年）9月2日真岡軽便線を改称。1988年（昭和63年）4月11日廃止（真岡鐵道に転換）。
  - 真岡軽便線 … 1912年（明治45年）4月1日新規開業により制定。1922年（大正11年）9月2日真岡線に改称。
- *日光線（地：東）
- 烏山線（地：東）… 1923年（大正12年）4月15日新規開業により制定。
- 白棚線 … 1938年（昭和13年）10月1日白棚鉄道借入により制定。1944年12月11日休止。
- 水郡北線 … 1929年（昭和4年）5月10日新規開業により制定。1934年（昭和9年）12月4日水郡線に編入。
- *岩越線 … 1914年（大正3年）11月1日岩越線の部の創設により移動[83]。
- 平郡西線 … 1914年（大正3年）7月21日新規開業により制定。1917年（大正6年）10月10日磐越東線（磐越線の部）に編入[82]。
- 川俣線（83）… 1926年（大正15年）3月1日新規開業により制定。1972年（昭和47年）5月14日廃止。
- 丸森線（1）… 1968年（昭和43年）4月1日新規開業により制定。1986年（昭和61年）7月1日廃止（阿武隈急行に転換）。
- 仙山線（幹：東）… 1937年（昭和12年）11月10日仙山西線（奥羽線の部）を編入し仙山東線を改称。
  - 仙山東線 … 1929年（昭和4年）9月29日新規開業により制定。1937年（昭和12年）11月10日仙山線に改称。
- 仙石線（幹：東〔仙台 - 石巻〕・貨〔陸前山下 - 石巻港〕）… 1944年（昭和19年）5月1日宮城電気鉄道買収により制定。
- 塩釜線（幹：貨） … 1956年（昭和31年）7月9日塩竈線を改称。1997年（平成9年）4月1日廃止。
  - *塩竈線 … 1956年（昭和31年）7月9日塩釜線に改称
- 石巻線（地：東） … 1977年（昭和52年）12月11日陸羽線の部から移動。
- 気仙沼線（地：東）… 1977年（昭和52年）12月11日柳津線（陸羽線の部）に気仙沼線（東北線の部）を編入し陸羽線の部から移動。
  - 気仙沼線 … 1957年（昭和32年）2月11日新規開業により制定。
- 大船渡線（地：東） … 1925年（大正14年）7月26日新規開業により制定。
- 盛線（1）… 1970年（昭和45年）3月1日新規開業により制定。1984年4月1日廃止（三陸鉄道に転換）。
- 北上線（地：東）… 1966年（昭和41年）10月20日横黒線を改称。
  - 横黒線 … 1924年（大正13年）11月15日西横黒線を編入し東横黒線を改称。1966年（昭和41年）10月20日北上線に改称。
  - 東横黒線 … 1922年（大正11年）9月2日東横黒軽便線を改称。1924年（大正13年）11月15日横黒線に改称。
  - 東横黒軽便線 … 1921年（大正10年）3月25日新規開業により制定。1922年（大正11年）9月2日東横黒線に改称。
- 釜石線（地：東）… 1950年（昭和30年）10月10日釜石東線を編入し釜石西線を改称。
  - 釜石西線 … 1944年（昭和19年）10月11日釜石線を改称。1950年（昭和30年）10月10日釜石線に改称。
  - 釜石線 … 1936年（昭和11年）8月1日岩手軽便鉄道買収により制定。1944年（昭和19年）10月11日釜石西線に改称。
- 田沢湖線（地：東）… 1966年（昭和41年）10月20日橋場線を改称。
  - 橋場線 … 1922年（大正11年）9月2日橋場軽便線を改称。1966年（昭和41年）10月20日田沢湖線に改称。
  - 橋場軽便線 … 1921年（大正10年）6月25日新規開業により制定。1922年（大正11年）9月2日橋場線に改称。
- 角館線（1）… 1970年（昭和45年）11月1日新規開業により制定。1986年（昭和61年）11月1日廃止（秋田内陸縦貫鉄道に転換）。
- 山田線（地：東）… 1923年（大正12年）10月10日新規開業により制定。
- 岩泉線（地：東）… 1972年（昭和47年）2月6日小本線を改称。2014年（平成26年）4月1日廃止。
  - 小本線 … 1942年（昭和17年）6月25日新規開業により制定。1972年（昭和47年）2月6日岩泉線に改称。
- 宮古線（1）… 1972年（昭和47年）2月27日新規開業により制定。1984年（昭和59年）4月1日廃止（三陸鉄道に転換）。
- 釜石東線 … 1944年（昭和19年）10月11日新規開業により制定。1950年（昭和25年）10月10日釜石線に編入。
- 花輪線（地：東）… 1922年（大正11年）8月27日新規開業により制定。
- 八戸線（地：東）… 1924年（大正13年）11月10日八ノ戸線を改称。
  - *八ノ戸線 … 1924年（大正13年）11月10日八戸線に改称。
- 久慈線（1）… 1975年（昭和50年）7月20日新規開業により制定。1984年（昭和59年）4月1日廃止（三陸鉄道に転換）。
- 大湊線（地：東）… 1922年（大正11年）9月2日大湊軽便線を改称。
  - 大湊軽便線 … 1921年（大正10年）3月20日新規開業により制定。1922年（大正11年）9月2日大湊線に改称。
- 大畑線（1）… 1939年（昭和14年）12月6日新規開業により制定。1985年（昭和60年）7月1日廃止（下北交通に転換）。

### 磐越線の部（岩越線の部）
（本節の出典…）
1914年（大正3年）11月1日東北線の部から分離、岩越線の部として制定。1917年（大正6年）10月10日部門名称を磐越線の部に改称。後節の陸羽線の部と共に本線の名称が存在しない部門となる。
- 岩越線 … 1914年（大正3年）11月1日信越線の一部を編入[87]。1917年（大正6年）10月10日磐越西線に改称[82]。
- 磐越東線（地：東）… 1917年（大正6年）10月10日平郡西線を編入し平郡東線を改称[82]。
- 磐越西線（幹：東）… 1917年（大正6年）10月10日岩越線を改称[82]。
- 只見線（地：東）… 1971年（昭和46年）8月29日会津線の一部と只見線（東北線の部）を統合して制定。
- 会津線（2-1：東）… 1926年（大正15年）10月15日新規開業により制定。1971年8月29日只見線、会津線に分割。1987年（昭和62年）7月16日廃止（会津鉄道に転換）。
- 日中線（1）… 1938年（昭和13年）8月18日新規開業により制定。1984年（昭和59年）4月1日廃止。

### 奥羽線の部
（本節の出典…）
線路名称制定23部門の一つで、東北本線福島から分岐、板谷峠を越えて米沢、山形、新庄を経て秋田で日本海側に進み、青森まで結ぶ奥羽本線が中核線路で、以下の系統線路を有している。
- *奥羽本線（幹：東〔福島 - 秋田 - 青森〕・貨〔土崎 - 秋田港〕）
- 米坂線（地：東）… 1936年（昭和11年）8月31日米坂東線を改称。
  - 米坂東線 … 1931年（昭和6年）8月10日米坂線を改称。1936年（昭和11年）8月31日米坂西線を編入し米坂線に改称。
  - 米坂線　…　1926年（大正15年）9月28日新規開業により制定。1931年（昭和6年）8月10日米坂東線に改称。
- 長井線（3-2：東）… 1922年（大正11年）9月2日長井軽便線を改称。1988年（昭和63年）10月25日廃止（山形鉄道に転換）。
  - 長井軽便線 … 1913年（大正2年）10月26日新規開業により制定。1922年（大正11年）9月2日長井線に改称。
- 左沢線（地：東）… 1922年（大正11年）9月2日左沢軽便線を改称。
  - 左沢軽便線 … 1921年（大正10年）7月20日新規開業により制定。1922年（大正11年）9月2日左沢線に改称。
- 仙山西線 … 1933年（昭和8年）10月17日新規開業により制定。1937年（昭和12年）11月10日仙山線に編入。
- 酒田線 … 1913年（大正2年）12月7日新規開業により制定。1917年（大正6年）11月1日陸羽西線（陸羽線の部）に改称[91]。
- 新庄線 … 1915年（大正4年）11月1日新規開業により制定。1917年（大正6年）11月1日陸羽東線（陸羽線の部）に編入[91]。
- 西横黒線 … 1922年（大正11年）9月2日西横黒軽便線を改称。1924年（大正13年）11月15日横黒線（東北線の部）に編入。
  - 西横黒軽便線 … 1920年（大正9年）10月10日新規開業により制定。1922年（大正11年）9月2日西横黒線に改称。
- 生保内線 … 1922年（大正11年）9月2日生保内軽便線を改称。1966年（昭和41年）10月20日田沢湖線（東北線の部）に編入。
  - 生保内軽便線 … 1921年（大正10年）7月30日新規開業により制定。1922年（大正11年）9月2日生保内線に改称。
- 羽越北線 … 1920年（大正9年）2月22日新規開業により制定。1924年（大正13年）4月20日羽越線（羽越線の部）に編入[92]。
- 男鹿線（地：東）… 1968年（昭和43年）4月1日船川線を改称。
  - 船川線 … 1922年（大正11年）9月2日船川軽便線を改称。1968年（昭和43年）4月1日男鹿線に改称。
  - 船川軽便線 … 1913年（大正2年）11月9日新規開業により制定。1922年（大正11年）9月2日船川線に改称。
- 五能線（地：東）… 1936年（昭和11年）7月30日能代線に五所川原線を編入して改称。
  - *能代線 … 1936年（昭和11年）7月30日五能線に編入。
- 阿仁合線（2-1）… 1934年（昭和9年）12月10日新規開業により制定。1986年（昭和61年）11月1日廃止（秋田内陸縦貫鉄道に転換）。
- 五所川原線 … 1924年（大正13年）10月21日新規開業により制定。1936年（昭和11年）7月30日五能線に編入。
- 黒石線（1）… 1922年（大正11年）9月2日黒石軽便線を改称。1984年（昭和59年）11月1日廃止（弘南鉄道に転換）。
  - 黒石軽便線 … 1912年（明治45年）8月15日新規開業により制定。1922年（大正11年）9月2日黒石線に改称。
- 津軽線（地：東）… 1951年（昭和26年）12月5日新規開業により制定。

### 羽越線の部
（本節の出典…）
1924年（大正13年）4月20日に創設された部門。信越本線の新津から分岐して、新発田から日本海沿岸を進み、村上、鶴岡、酒田、羽後本荘を経由して秋田まで結ぶ羽越本線が中核線路で、以下の系統線路を有している。
- 羽越本線（幹：東〔新津 - 秋田〕・貨〔酒田 - 酒田港〕）… 1925年（大正14年）11月20日羽越線を改称。
  - 羽越線（2代）… 1924年（大正13年）7月31日羽越線（初代）を編入し村上線（信越線の部）を改称[92]。1925年（大正14年）11月20日羽越本線に改称。
  - 羽越線（初代）… 1924年（大正13年）4月20日陸羽東線の一部を編入し羽越北線（奥羽線の部）を改称[95]。
- 赤谷線（1）… 1925年（大正14年）11月20日新規開業により制定。1984年（昭和59年）4月1日廃止。
- 白新線（幹：東）… 1952年（昭和27年）12月23日新規開業により制定。
- 米坂西線 … 1931年（昭和6年）8月10日新規開業により制定。1936年（昭和11年）8月31日米坂線（奥羽線の部）に編入。
- 矢島線（1）… 1937年（昭和12年）9月1日横荘鉄道買収により制定。1985年（昭和60年）10月1日廃止（由利高原鉄道に転換）。

### 陸羽線の部
（本節の出典…）
1913年（大正2年）4月20日に創設された部門。前節の磐越線の部と共に本線の名称が存在しない部門となる。
- 陸羽東線（地：東）… 1917年（大正6年）11月1日陸羽線を改称。
  - 陸羽線 … 1913年（大正2年）4月20日新規開業により制定[97]。1917年11月1日陸羽東線に改称[91]。
- 陸羽西線（地：東）… 1917年（大正6年）11月1日酒田線（奥羽線の部）を改称し移動。
- 石巻線 … 1922年（大正11年）9月2日石巻軽便線を改称。1977年（昭和52年）12月11日東北線の部に移動。
  - 石巻軽便線 … 1921年（大正10年）1月1日仙北軽便線を改称。1922年（大正13年）9月2日石巻線に改称。
  - 仙北軽便線 … 1919年（大正8年）9月1日仙北軽便鉄道買収により創設。1921年（大正10年）1月1日石巻軽便線に改称。
- 柳津線 … 1968年（昭和43年）10月24日新規開業により制定。1977年（昭和52年）12月11日気仙沼線（初代）を編入し気仙沼線（2代）に改称及び東北線の部に移動。

### 信越線の部
（本節の出典…）
線路名称制定23部門の一つで、高崎線高崎から分岐、碓氷峠を越えて軽井沢、上田、長野を経て直江津で日本海側に進み、柏崎、長岡、新津を経由して新潟まで結ぶ信越本線（2015年（平成27年）3月14日以降は下記の様に分裂）が中核線路で、以下の系統線路を有している。
- 信越本線〔高崎 - 長野 - 直江津・直江津 - 長岡 - 新潟〕[21][22][注釈 22]（幹：東〔高崎 - 横川・篠ノ井 - 長野・直江津 - 長岡 - 新潟〕[注釈 23]・貨〔上沼垂（信）- 東新潟港〕[注釈 24]）… 1914年（大正3年）6月1日信越線を改称。
  - 長岡 - 燕三条 -新潟（東：上越新幹線）… 1982年（昭和57年）11月15日新規開業により制定。
  - *信越線 … 1914年（大正3年）6月1日信越本線に改称。
- JR北陸新幹線（幹：東〔高崎 - 長野 - 上越妙高〕）… 1997年（平成9年）10月1日新規開業によりJR東日本の線路名称公告に制定。
- 小海北線 … 1933年（昭和8年）7月27日小海線（初代）を改称。1935年（昭和10年）11月29日小海南線（中央線の部）に編入。
  - 小海線（初代）… 1932年（昭和7年）12月27日新規開業により制定。1933年（昭和8年）7月27日小海北線に改称。
- 飯山線（地：東）… 1944年（昭和19年）6月1日飯山鉄道買収及び十日町線（東北線の部）を編入。
- 上越北線 … 1920年（大正9年）11月1日新規開業により制定。1931年（昭和6年）9月1日上越線（東北線の部）に編入。
- 十日町線 … 1927年（昭和2年）6月15日新規開業により制定。1931年（昭和6年）9月1日東北線の部に移動。
- 村上線 … 1914年（大正3年）6月1日信越線（信越線の部）から分離。1924年（大正13年）7月31日羽越線の部を創設し羽越線に改称。
- 魚沼線（1）… 1922年（大正11年）9月2日魚沼軽便線を改称。1984年（昭和59年）4月1日廃止。
  - 魚沼軽便線 … 1922年（大正11年）6月15日魚沼鉄道買収により制定。1922年（大正11年）9月2日魚沼線に改称。
- 越後線（地：東）… 1927年（昭和2年）10月1日越後鉄道買収により制定。
- 弥彦線（地：東）… 1927年（昭和2年）10月1日越後鉄道買収により制定。

### 総武線の部
（本節の出典…）
線路名称制定23部門の一つで、東海道本線東京から分岐、地下トンネルを抜けて錦糸町、市川、津田沼、千葉、佐倉、成東を経由して銚子まで結ぶ総武本線が中核線路で、以下の系統線路を有している。
- *総武本線〔東京 - 銚子〕（幹：東）… 1972年（昭和47年）7月15日東京 - 錦糸町間開業により、起点を東京に変更。錦糸町 - 御茶ノ水間を分離。
  - 錦糸町 - 御茶ノ水（東：中央・総武緩行線）… 上記の区間の開業により分離制定。
- 外房線（幹：東）…1972年（昭和47年）7月15日房総東線を改称。
  - 房総東線 … 1933年（昭和8年）4月1日房総線から分離。1972年（昭和47年）7月15日外房線に改称。
  - *房総線 … 1933年（昭和8年）4月1日房総東線と房総西線に分離。
- 内房線（幹：東）… 1972年（昭和47年）7月15日房総西線を改称。
  - 房総西線 … 1933年（昭和8年）4月1日房総線から分離。1972年（昭和47年）7月15日内房線に改称。
  - 北条線 … 1919年（大正8年）5月24日木更津線を改称。1929年（昭和4年）4月15日房総線に編入。
  - 木更津線 … 1912年（明治45年）3月28日新規開業により制定。1919年（大正8年）5月24日北条線に改称。
- 京葉線〔西船橋 - 蘇我〕[注釈 25]（幹：東）… 1975年（昭和45年）5月10日新規開業により制定。
  - JR東京 - 南船橋（東）[注釈 25] … 1988年12月1日新規開業時にJR東日本の線路名称公告に制定。
  - JR市川塩浜 - 西船橋（東：高谷支線）… 上記に同じ。
- 木原線（1：東）… 1930年（昭和5年）4月1日新規開業により制定。1988年（昭和63年）3月24日廃止（いすみ鉄道に転換）。
- 成田線〔佐倉 - 成田 - 我孫子〕[105][106][注釈 26]（幹：東〔佐倉 - 松岸〕[107][注釈 26]）… 1920年9月1日成田鉄道（初代）買収により制定。1987年（昭和62年）4月1日区間変更により成田 - 松岸間を編入。成田 - 我孫子間を分離。
  - 成田 - 松岸（佐松線）[105][106][注釈 27] … 1920年9月1日成田鉄道（初代）買収により制定。1987年（昭和62年）4月1日区間変更により佐倉 - 松岸間に編入。
  - 成田 - 我孫子（東：我孫子線）[107] … 1987年（昭和62年）4月1日区間変更によりJR東日本の線路名称公告に制定。
  - JR成田 - 成田空港（東：空港支線）… 1991年（平成3年）3月19日新規開業によりJR東日本の線路名称公告に制定。
- 鹿島線（地：東）… 1970年（昭和45年）8月20日新規開業により制定。
- 久留里線（地：東）… 1923年（大正12年）9月1日千葉県営鉄道譲受により制定。
- *東金線（地：東）

### 予讃線の部（*讃岐線の部・讃予線の部）
線路名称制定23部門の一つであるが、当時は讃岐線の部として制定、1923年（大正12年）10月1日に部門名を讃予線の部に、1930年（昭和5年）4月1日に部名を予讃線の部とそれぞれ改称した。中核線路は、高松から瀬戸内海沿岸の坂出、観音寺、新居浜、今治、松山を経て宇和島まで結ぶ予讃線で、以下の系統線路を有している。
- 予讃線〔高松 - 宇和島〕（幹：四）… 1988年（昭和63年）6月1日予讃本線を改称。
  - 向井原 - 内子（四）… 1986年（昭和61年）3月3日新規開業により制定。
  - 伊予大洲 - 新谷（四）… 上記と同時に制定。
  - 予讃本線（幹：四）… 1933年（昭和8年）8月1日予讃線を改称。1988年（昭和63年）6月1日予讃線に改称。
  - 予讃線 … 1930年（昭和5年）4月1日讃予線を改称。1933年（昭和8年）8月1日予讃本線に改称。
  - 讃予線 … 1923年（大正12年）10月1日讃岐線を改称。1930年（昭和5年）4月1日予讃線に改称。
  - *讃岐線 … 1923年（大正12年）10月1日讃予線に改称。
- 愛媛線 … 1933年（昭和8年）10月1日愛媛鉄道買収により制定。1935年（昭和10年）10月6日予讃本線、内子線に分割。
- 内子線（地：四）… 1935年（昭和10年）10月6日新規開業及び愛媛線を分割して制定。1986年（昭和61年）3月3日五郎 - 新谷間廃止に伴い、区間変更。
- 予土線（地：四）… 1974年（昭和49年）3月1日宇和島線を改称。
  - 宇和島線 … 1933年（昭和8年）8月1日宇和島鉄道買収により制定。1974年3（昭和49年）月1日予土線に改称。

### 高徳線の部
1925年（大正14年）8月1日に創設された部門。中核線路は、高松から瀬戸内海南東沿岸に沿って徳島まで結ぶ高徳線で、以下の系統線路を有している。
- 高徳線（幹：四）… 1988年（昭和63年）6月1日高徳本線を改称。
  - 高徳本線 … 1935年（昭和10年）3月20日高徳線を改称。1988年（昭和63年）6月1日高徳線に改称。
  - 高徳線 … 1925年（大正14年）8月1日新規開業により制定。
- 鍛冶屋原線（83）… 1935年（昭和10年）3月20日阿波線（徳島線の部）から分離。1972年（昭和47年）1月16日廃止。
- 鳴門線（地：四）… 1952年（昭和27年）3月1日撫養線を改称。
  - 撫養線 … 1935年（昭和10年）3月20日阿波線（徳島線の部）から分離。1952年（昭和27年）3月1日鳴門線に改称。

### 徳島線の部
線路名称制定23部門の一つで、中核線路は、徳島から吉野川河岸に沿って阿波池田まで結ぶ徳島線で、以下の系統線路を有している。
- 徳島線（地：四）… 1988年（昭和63年）6月1日徳島本線を改称。
  - 徳島本線 … 1913年（大正2年）4月20日徳島線を改称。1988年（昭和63年）6月1日徳島線に改称。
  - *徳島線 … 1913年（大正2年）4月20日徳島本線に改称。
- 阿波線 … 1933年（昭和8年）7月1日阿波鉄道買収により制定。1935年（昭和10年）3月20日高徳本線、鍛冶屋原線、撫養線（高徳線の部）に分割。
- 牟岐線（地：四）… 1936年（昭和11年）3月27日新規開業により制定。
- 小松島線（1） … 1922年（大正11年）9月2日小松島軽便線を改称。1985年（昭和60年）3月14日廃止。
  - 小松島軽便線 … 1913年（大正2年）4月20日阿波国共同汽船借入により制定。

### 土讃線の部（高知線の部）
1924年（大正13年）3月30日高知線の部として制定された部門で、1935年（昭和10年）11月28日現名称に改称。系統線路は1988年（昭和63年）までに廃止されたため、それ以降は当部門の所属線路は土讃線のみである。
- 土讃線（幹：四）… 1988（昭和63年）年6月1日土讃本線を改称。
  - 土讃本線 … 1963年（昭和38年）12月18日土讃線を改称。1988年（昭和63年）6月1日土讃線に改称。
  - 土讃線 … 1935年（昭和10年）11月28日予讃本線（一部）に徳島本線（一部）、高知線を統合して制定。1963年（昭和38年）12月18日土讃本線に改称。
- 高知線 … 1924年（大正13年）3月30日新規開業により制定。1935年（昭和10年）11月28日土讃線に編入。
- 中村線（3-1：四）… 1963年12月18日新規開業により制定。1988年（昭和63年）6月1日廃止。（土佐くろしお鉄道に転換）

### 鹿児島線の部（人吉線の部）
線路名称制定23部門の一つであるが、当時は人吉線の部として制定、1909年（明治42年）11月21日人吉線の部を鹿児島線の部に改称。
- 鹿児島本線（幹：九〔門司港 - 新八代・川内 - 鹿児島中央〕・貨〔香椎 - 福岡貨物ターミナル〕）… 1909年（明治42年）11月21日人吉本線を改称。
  - 小倉 - 博多（西：山陽新幹線）… 1982年（昭和57年）11月15日に制定。
  - JR博多 - 新八代間・川内 - 鹿児島中央間（九：九州新幹線）… 2004年3月13日新規開業によりJR九州の線路名称公告に制定。
  - *人吉本線 … 1909年11月21日鹿児島本線に改称。
- *小倉裏線 … 1916年6月21日廃止。
- *大蔵線 … 1912年2月5日廃止。
- 日田線　…　1956年3月15日彦山線（久大線の部）を編入し添田線を改称。1956年11月19日日豊線の部に移動。
  - 添田線　…　1943年5月1日小倉鉄道買収により制定。1956年3月15日日田線に改称。
- *室木線（1）　…　1985年4月1日廃止。
- 芦屋線　…　1950年5月10日開業。1961年6月1日廃止。
- 香椎線（地：九）　…　1944年5月1日西日本鉄道（糟屋線）買収により制定。
- *篠栗線（幹：九）
- 勝田線（1）　…　1944年5月1日西日本鉄道（宇美線）買収により制定。1985年4月1日廃止。
- 筑肥線　…　1937年10月1日北九州鉄道買収により制定。1983年3月22日長崎線の部に移動。
- 甘木線（1）　…　1939年4月28日新規開業により制定。1986年4月1日廃止。（甘木鉄道に転換）
- 久大線　…　1928年12月24日新規開業により制定。1935年5月25日久大線の部に移動。
- 矢部線（1）　…　1985年4月1日廃止。
- 佐賀線　…　1931年9月24日新規開業により制定。1935年5月25日長崎線の部に移動。
- 宮地線　…　1922年9月2日宮地軽便線を改称。1928年12月2日豊肥本線、高森線に分割、豊肥線の部に移動。
  - 宮地軽便線　…　1914年6月21日新規開業により制定。1922年9月2日宮地線に改称。
- *三角線（地：九）
- 肥薩線（初代）　…　1923年7月15日新規開業により制定。1927年10月17日鹿児島本線に編入。
- 肥薩線（地：九）　…　1927年10月17日鹿児島本線から分離。
- 山野線（2-1：九）　…　1937年12月12日山野東線を編入して山野西線を改称。1988年2月1日廃止。
  - 山野西線　…　1934年4月22日新規開業により制定。1937年12月12日山野線に改称。
- 宮之城線（2-1）　…　1927年10月17日川内線の部から移動。1987年1月10日廃止。
- 指宿枕崎線（地：九）　…　1963年10月31日指宿線を改称。
  - 指宿線　…　1930年12月7日新規開業により制定。1963年10月31日指宿枕崎線に改称。
- 湯前線（3-3：九）　…　1924年3月30日新規開業により制定。1989年10月1日廃止。（くま川鉄道に転換）
- 山野東線　…　1934年4月22日山野線（初代）を改称。1937年12月12日山野線（2代）に編入。
  - 山野線（初代）　…　1922年9月2日山野軽便線を改称。1934年4月22日山野東線に改称。
  - 山野軽便線　…　1921年9月11日新規開業により制定。1922年9月2日山野線（初代）に改称。
- 国都西線　…　1929年11月24日新規開業により制定。1932年12月6日日豊本線（日豊線の部）に編入。
- 博多南線（幹：西）… 1990年4月1日新規開業により制定。
- JR九州新幹線（幹：九〔新八代 - 川内間〕）…

### 川内線の部
- 川内本線　…　1924年10月20日川内線を改称。1927年10月17日鹿児島本線に編入。
  - 川内線　…　1913年10月11日新規開業により制定。1924年10月20日川内本線に改称。
- 宮之城線　…　1924年10月20日新規開業により制定。1927年10月17日鹿児島線の部に移動。

### 長崎線の部
- *長崎本線（幹：九）
- 佐賀線（2-1）　…　1935年5月25日鹿児島線の部から移動。1987年3月28日廃止。
- *唐津線（地：九）
- 筑肥線（幹：九）　…　1983年3月22日鹿児島線の部から移動。
- 有明東線　…　1934年3月24日有明線を改称。1934年12月1日長崎本線に編入。
  - 有明線　…　1930年3月9日新規開業により制定。1934年3月24日有明東線に改称。
- *佐世保線（幹：九）
- 松浦線（2-1：九）　…　1945年3月1日伊万里線を改称。1988年4月1日廃止。（松浦鉄道に転換）
  - *伊万里線　…　1945年3月1日松浦線（2代）に改称。
- 松浦線 （初代）　…　1936年10月1日佐世保鉄道買収により制定。1945年3月1日松浦線（2代）に編入。
- 世知原線（83）　…　1945年3月1日松浦線（初代）の一部を分離し制定。1971年12月26日廃止。
- 臼ノ浦線（83）　…　1945年3月1日松浦線（初代）の一部を分離し制定。1971年12月26日廃止。
- 柚木線　…　1945年3月1日松浦線（初代）の一部を分離し制定。1967年9月1日廃止。
- 大村線（地：九）　…　1934年12月1日長崎本線の一部を分離し制定。
- 有明西線　…　1934年3月24日新規開業により制定。1934年12月1日長崎本線に編入。

### 久大線の部
- 久大本線（地：九）　…　1937年6月27日久大線を改称。
  - 久大線　…　1934年11月15日鹿児島線の部から分離し、久大線の部を創設。1937年6月27日久大本線に改称。
- 彦山線　…　1937年8月22日新規開業により制定。1956年3月15日日田線（鹿児島線の部）に編入。
- 宮原線（1）　…　1937年6月27日新規開業により制定。1984年12月1日廃止。

### 豊肥線の部
- 豊肥本線（地：九）　…　1928年12月2日宮地線（鹿児島線の部）の一部と犬飼線（日豊線の部）を統合して制定。同時に豊肥線の部を創設。
- 高森線（1）　…　1928年12月2日宮地線の一部を分離し制定。1986年4月1日廃止。（南阿蘇鉄道に転換）

### 日豊線の部（豊州線の部）
- 日豊本線（幹：九）　…　1923年12月15日宮崎本線を豊州本線に編入し改称。部名称を日豊線の部に改称。
  - *豊州本線　…　1923年12月15日日豊本線に改称。
- 日田彦山線（地：九）　…　1960年4月1日日田線を改称。
  - 日田線　…　1956年11月19日鹿児島線の部から移動。1960年4月1日日田彦山線に改称。
- 添田線（1）　…　1960年4月1日日田線から分離。1985年4月1日廃止。
- *田川線（1：九）　…　1989年10月1日廃止。（平成筑豊鉄道に転換）
- *宮床線　…　1943年7月1日糸田線（筑豊線の部）に編入。
- 大湯線　…　1922年12月1日大湯鉄道買収により制定。1934年11月15日久大線に編入。
- 犬飼線　…　1922年9月2日犬飼軽便線を改称。1928年12月2日豊肥本線に編入。
  - 犬飼軽便線　…　1914年4月1日新規開業により制定。1922年9月2日犬飼線に改称。
- 高千穂線（2-1：九）　1972年7月22日日ノ影線を改称。1989年4月28日廃止。（高千穂鉄道に転換）
  - 日ノ影線　…　1935年2月20日新規開業により制定。1972年7月22日高千穂線に改称。
- 細島線　…　1923年12月15日宮崎線の部から移動。1972年2月1日日豊本線（貨物支線）に編入。1989年12月1日休止。1993年12月1日廃止。
- 妻線（1）　…　1923年12月15日宮崎線の部から移動。1984年12月1日廃止。
- 日南線（地：九）　…　1963年5月8日新規開業により制定。
- JR宮崎空港線（幹：九）　…　1996年7月18日新規開業により制定。
- 吉都線（地：九）　…　1932年12月6日日豊本線から分離。
- 志布志線（2-1）　…　1923年12月15日宮崎線の部から移動。1987年3月28日廃止。
- 国都東線　…　1929年4月28日新規開業により制定。1932年12月6日日豊本線に編入。
- 大隅線（2-1）　…　1972年9月9日古江線を改称　1987年3月14日廃止。
  - 古江線（2代）　…　1938年10月10日古江西線を編入し古江東線を改称。1972年9月9日大隅線に改称。
  - 古江東線　…　1935年10月28日新規開業により制定。1938年10月10日古江線（2代）に改称。
  - 古江西線　…　1935年10月28日古江線（初代）を改称。1938年10月10日古江線（2代）に編入。
  - 古江線（初代）　…　1935年6月1日大隅鉄道買収により制定。1935年10月28日古江西線に改称。
- 油津線　…　1935年7月1日宮崎県営鉄道買収により制定。1941年10月28日廃止。

### 筑豊線の部
- *筑豊本線（地：九）
- 香月線（1）　…　1911年10月1日筑豊本線から分離。1985年4月1日廃止。
- *伊田線（3-3）　…　1989年4月1日廃止。（平成筑豊鉄道に転換）
- 糸田線（3-3：九）　…　1943年7月1日産業セメント鉄道買収および宮床線の統合により制定。1989年4月1日廃止。（平成筑豊鉄道に転換）
- 宮田線（3-3：九）　…　1937年8月10日桐野線を改称。1989年12月23日廃止。
  - 桐野線　…　1912年7月21日筑豊本線から分離。1937年8月10日宮田線に改称。
- *幸袋線（83）　…　1969年12月8日廃止。
- 後藤寺線（地：九）　…　1943年7月1日産業セメント鉄道買収および漆生線の一部の統合により制定。
- 漆生線（2-1）　…　1920年5月10日筑豊本線から分離。1986年4月1日廃止。
- *長尾線　…　1929年12月7日筑豊本線に編入。
- 上山田線（2-1：九）　…　1929年12月7日筑豊本線から分離。1988年9月1日廃止。

### 鹿児島線の部（初代）
- *鹿児島線　…　1909年11月21日鹿児島本線（人吉線の部を改称した鹿児島線の部）に編入。

### 宮崎線の部
- 宮崎本線　…　1917年9月21日宮崎線を改称。1923年12月15日日豊本線に編入。宮崎線の部廃止。
  - 宮崎線　…　1912年10月1日新規開業により制定。同時に宮崎線の部を制定。1917年9月21日宮崎本線に改称。
- 志布志線　…　1923年1月14日新規開業により制定。1923年12月15日日豊線の部に移動。
- 妻線　…　1922年9月2日妻軽便線を改称。1923年12月15日日豊線の部に移動。
  - 妻軽便線　…　1917年9月21日宮崎県営鉄道買収により制定。1922年9月2日妻線に改称。
- 細島線　…　1922年9月2日細島軽便線を改称。1923年12月15日日豊線の部に移動。
  - 細島軽便線　…　1921年10月11日新規開業により制定。1922年9月2日細島線に改称。

### 函館線の部
- *函館本線（幹：北）
- 江差線（地：北）　…　1936年11月10日上磯線を改称。2016年3月26日廃止。（道南いさりび鉄道に転換）
  - 上磯線　…　1922年9月2日上磯軽便線を改称。1936年11月10日江差線に改称。
  - 上磯軽便線　…　1913年9月15日新規開業により制定。1922年9月2日上磯線に改称。
- 松前線（2-1：北）　…　1953年11月8日福山線を改称。1988年2月1日廃止。
  - 福山線　…　1937年10月12日新規開業により制定。1953年11月8日松前線に改称。
- JR海峡線（地：北）　…　1988年3月13日新規開業により制定。
- 瀬棚線（2-1）　…　1929年12月13日新規開業により制定。1987年3月16日廃止。
- 長輪線　…　1928年9月10日長輪東線（室蘭線の部）を編入し長輪西線を改称。1931年4月1日室蘭本線に編入。
  - 長輪西線　…　1925年8月20日長輪線（初代）を改称。1928年9月10日長輪線に改称。
  - 長輪線　…　1923年12月10日新規開業により制定。1925年8月20日長輪西線に改称。
- 京極線　…　1922年9月2日京極軽便線を改称。1944年7月1日胆振線（室蘭線の部）に編入。
  - 京極軽便線　…　1919年11月15日新規開業により制定。1922年9月2日京極線に改称。
- 札沼線（地：北）　…　1935年10月3日札沼北線（留萠線の部）を編入し札沼南線を改称。
  - 札沼南線　…　1934年11月20日新規開業により制定。1935年10月3日札沼線に改称。
- 千歳線（幹：北）　…　1943年8月1日北海道鉄道買収により制定。
- 石勝線（幹：北）　…　1981年10月1日夕張線（室蘭線の部）を改称し函館線の部に移動。
- *幌内線（2-1：北）　…　1987年7月13日廃止。
- *歌志内線（2-1：北）　…　1988年4月25日廃止。
- *手宮線（幹）　…　1985年11月5日廃止。
- 岩内線（1）　…　1922年9月2日岩内軽便線を改称。1985年7月1日廃止。
  - 岩内軽便線　…　1912年11月1日新規開業により制定。1922年9月2日岩内線に改称。
- 深名線（地：北）1941年10月10日名雨線（宗谷線の部）を編入し幌加内線を改称。1995年9月4日廃止。
  - 幌加内線　…　1931年10月10日雨龍線を改称。1941年10月10日深名線に改称。
  - 雨龍線　…　1924年10月25日新規開業により制定。1931年10月10日幌加内線に改称。

### 室蘭線の部
- 室蘭本線（幹：北）　…　1931年4月1日室蘭本線を編入し長輪線を改称。
  - *室蘭本線　…　1931年4月1日長輪線に編入。
- 胆振線（2-1）　…　1944年7月1日胆振縦貫鉄道買収および京極線を統合し制定。1986年11月1日廃止。
- 富内線　…　1943年8月1日北海道鉄道買収により制定。1943年11月1日一部休止、新規開業により日高線の部に移動。
- 万字線（1）　…　1922年9月2日万字軽便線を改称。1985年4月1日廃止。
  - 万字軽便線　…　1914年11月11日新規開業により制定。1922年9月2日万字線に改称。
- *夕張線　…　1981年10月1日石勝線（函館線の部）に移動。
- 長輪東線　…　1925年8月20日新規開業により制定。1928年9月10日長輪線（函館線の部）に移動。

### 日高線の部
- 日高本線（地：北）　…　1943年11月1日日高線を改称。
  - 日高線　…　1927年8月1日苫小牧軽便鉄道・日高拓殖鉄道買収により制定。1943年11月1日日高本線に改称。
- 富内線（2-1）　…　1943年11月1日室蘭線の部から移動。1986年11月1日廃止。

### 留萌線の部（留萠線の部）
- 留萌本線（地：北）　…　1997年4月1日留萠本線を改称。
  - 留萠本線　…　1931年10月10日留萠線を改称。1997年4月1日留萌本線に改称。
  - 留萠線　…　1910年11月23日新規開業により制定。1931年10月10日留萠本線に改称。
- 札沼北線　…　1931年10月10日新規開業により制定。1935年10月3日札沼線（函館線の部）に編入。
- 羽幌線（2-1）　…　1931年10月10日留萠線から分離。1987年3月30日廃止。

### 根室線の部（釧路線の部）
- 根室本線（幹：北）　…　1921年8月5日釧路本線を改称。
  - 釧路本線　…　1913年11月10日釧路線を改称。1921年8月5日根室本線に改称。
  - *釧路線　…　1913年11月10日釧路本線に改称。
- 富良野線（地：北）　…　1913年11月10日釧路線から分離。
- 士幌線（2-1）　…　1925年12月10日新規開業により制定。1987年3月23日廃止。
- 広尾線（2-1）　…　1929年11月2日新規開業により制定。1987年2月2日廃止。
- 池北線（2-2：北）　…　1961年4月1日網走本線（網走線の部）から分離。1989年6月4日廃止。（北海道ちほく高原鉄道に転換）
- 白糠線（1）　…　1964年10月7日新規開業により制定。1983年10月23日廃止。
- 釧網線　…　1927年9月15日新規開業により制定。1931年9月20日釧網線の部を創設し移動。
- 標津線（地：北）　…　1933年12月1日新規開業により制定。1937年10月30日標津線（釧網線の部）に編入。1989年4月29日廃止。

### 宗谷線の部（天塩線の部）
- 宗谷本線（地：北）　…　1922年11月4日宗谷線を改称。
  - 宗谷線　…　1921年10月5日宗谷本線を改称。1922年11月4日宗谷本線に改称。
  - 宗谷本線　…　1919年10月20日宗谷線を改称。1921年10月5日宗谷線に改称。
  - 宗谷線　…　1912年9月21日天塩線（初代）を改称。同時に部名を宗谷線の部に改称。1919年10月20日宗谷本線に改称。
  - *天塩線（初代）　…　1912年9月21日宗谷線に改称。
- 石北西線　…　1927年10月10日石北線を改称。1932年10月1日石北線（石北線の部）に改称。
  - 石北線　…　1922年11月4日新規開業により制定。1927年10月10日石北西線に改称。
- 名寄西線　…　1921年3月25日名寄線を改称。1921年10月5日名寄線（名寄線の部）に改称。
  - 名寄線　…　1919年10月20日新規開業により制定。1921年3月25日名寄西線に改称。
- 名雨線　…　1937年11月10日新規開業により制定。1941年10月10日深名線（函館線の部）に編入。
- 美幸線（1）　…　1964年10月5日新規開業により制定。1985年9月17日廃止。
- 天塩線（3代）　…　1926年9月25日天塩南線を改称。1930年4月1日宗谷本線に編入。
  - 天塩南線　…　1924年6月25日天塩線（2代）を改称。1926年9月25日天塩線（3代）に改称。
  - 天塩線（2代）　…　1922年11月8日新規開業により制定。1924年6月25日天塩南線に改称。
- 天北線（2-2：北）　…　1961年4月1日北見線を改称。1989年5月1日廃止。
  - 北見線　…　1930年4月1日宗谷本線から分離。1961年4月1日天北線に改称。
- 興浜北線（1）　…　1936年7月10日新規開業により制定。1985年7月1日廃止。
- 天塩線（4代）　…　1935年6月30日新規開業により制定。1958年10月18日羽幌線（留萠線の部）に編入。
- 天塩北線　…　1924年6月25日新規開業により制定。1926年9月25日天塩線（3代）に編入。

### 名寄線の部
- 名寄本線（2-2：北）　…　1923年11月5日名寄線を改称。1989年5月1日廃止。
  - 名寄線　…　1921年10月5日　名寄西線に名寄東線を編入して改称、名寄線の部を創設して移動。1923年11月5日名寄本線に改称。
- 興浜南線（1）　…　1935年9月15日新規開業により制定。1985年7月15日廃止。
- 渚滑線（1）　…　1923年11月5日新規開業により制定。1985年4月1日廃止。
- 湧網線（2-1）　…　1953年10月22日湧網東線を編入して湧網西線を改称。1987年3月20日廃止。
  - 湧網西線　…　1935年10月20日新規開業により制定。1953年10月22日湧網線に改称。

### 石北線の部
- 石北本線（地：北）　…　1961年4月1日石北線に網走本線（網走線の部）を編入して改称。
  - 石北線　…　1932年10月1日石北西線（宗谷線の部）に石北東線（網走線の部）および湧別線（網走線の部）の一部を編入して改称。同時に石北線の部を創設。1961年4月1日石北本線に改称。
- 相生線（1）　…　1961年4月1日網走線の部から移動。1985年4月1日廃止。

### 網走線の部
- 網走本線　…　1912年11月18日網走線を改称。1961年4月1日池北線（根室線の部）および石北本線（石北線の部）に分割。同時に網走線の部廃止。
  - 網走線　…　1910年9月22日新規開業により制定。同時に網走線の部を創設。1912年11月18日網走本線に改称。
- 石北東線　…　1927年10月10日新規開業により制定。1932年10月1日石北線（石北線の部）に編入。
  - 湧別線　…　1922年9月2日湧別軽便線を改称。1932年10月1日石北線（石北線の部）と名寄本線（名寄線の部）に分割。
  - 湧別軽便線　…　1916年11月7日留辺蘂軽便線に湧別軽便線を編入して改称。1922年9月2日湧別線に改称。
  - 湧別軽便線　…　1914年10月5日新規開業により制定。1916年11月7日留辺蘂軽便線に編入。
  - 留辺蘂軽便線　…　1914年10月5日湧別軽便線を改称。1916年11月7日湧別軽便線に改称。
  - 湧別軽便線　…　1912年11月18日新規開業により制定。1914年10月5日留辺蘂軽便線に改称。
- 名寄東線　…　1921年3月25日新規開業により制定。1921年10月5日名寄本線（名寄線の部）に編入。
- 相生線　…　1924年11月17日新規開業により制定。1961年4月1日石北線の部に移動。
- 湧網東線　…　1935年10月10日新規開業により制定。1953年10月22日湧網線（名寄線の部）に編入。

### 釧網線の部
- 釧網本線（地：北）　…　1936年10月29日釧網線を改称。
  - 釧網線　…　1931年9月20日釧網線（根室線の部）に網走本線（網走線の部）の一部を編入し、根室線の部から移動。1936年10月29日　釧網本線に改称。
- 標津線（2-2）　…　1937年10月30日標津線（根室線の部）を編入し計根別線を改称。
  - 計根別線　…　1936年10月29日新規開業により制定。1937年10月30日標津線に改称。1989年4月30日廃止。
- 根北線　…　1957年11月10日新規開業により制定。1970年12月1日廃止。

### 樺太線の部
1943年（昭和18年）4月1日樺太線の部として制定。1946年（昭和21年）3月22日、同年2月1日に遡る形で部門削除。
- 樺太東線 … 1943年（昭和18年）4月1日樺太庁鉄道を編入し制定[112]。1946年（昭和21年）2月1日削除（実施は3月22日）[113]。
- 豊真線 … 1943年（昭和18年）4月1日樺太庁鉄道を編入し制定[112]。1946年（昭和21年）2月1日削除（実施は3月22日）[113]。
- 川上線 … 1943年（昭和18年）4月1日樺太庁鉄道を編入し制定[112]。1946年（昭和21年）2月1日削除（実施は3月22日）[113]。
- 樺太西線 … 1943年（昭和18年）4月1日樺太庁鉄道を編入し制定[112]。1946年（昭和21年）2月1日削除（実施は3月22日）[113]。

### 無所属線路
- JR関西空港線（幹：西）… 1994年（平成6年）6月15日新規開業。ただし、日根野駅 - りんくうタウン駅間はJR西日本の第一種鉄道事業であるが、りんくうタウン駅 - 関西空港駅間はJR西日本および南海電気鉄道が第二種鉄道事業者（新関西国際空港が第三種鉄道事業者）のため、無所属線路となっている[114][注釈 28]。
- JRJR東西線（幹：西）… 1997年（平成9年）3月8日新規開業。全区間JR西日本が第二種鉄道事業者（関西高速鉄道が第三種鉄道事業者）のため、無所属線路となっている[114][注釈 28]。
- JRおおさか東線（幹：西）… 2008年（平成20年）3月15日放出駅 - 久宝寺駅間（南区間）、2019年（平成31年）3月16日新大阪駅 - 放出駅間（北区間）がそれぞれ新規開業。新大阪駅 - 久宝寺駅間はJR西日本および放出駅 - 正覚寺信号場間、放出駅 - 神崎川信号場間はJR貨物が第二種鉄道事業者（大阪外環状鉄道が第三種鉄道事業者）ため、無所属線路となっている[114][注釈 28]。